# Khỉ sóc đầu vàng
Khỉ sóc đầu vàng, danh pháp hai phần là Callithrix flaviceps, là một loài động vật có vú trong họ Cebidae, bộ Linh trưởng. Loài này được Thomas mô tả năm 1903.

## Hình ảnh

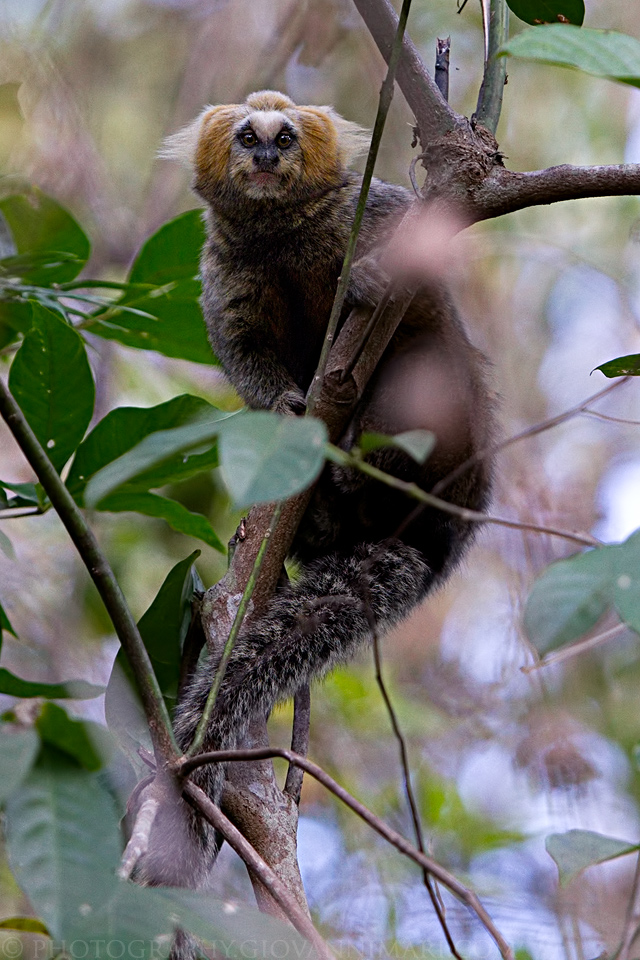
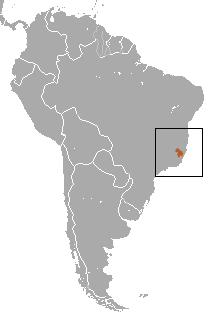
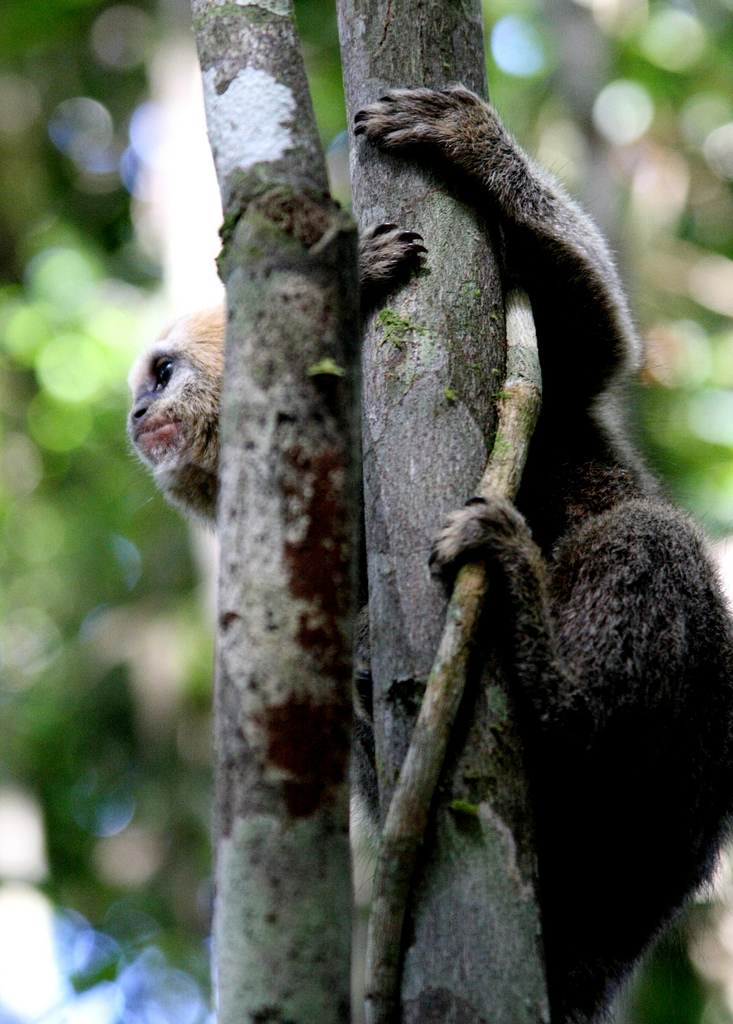